# Irreligión en Indonesia
La irreligión en Indonesia es cualquier opinión filosófica que niega el principio de un culto religioso —ateísmo, agnosticismo, deísmo, escepticismo, librepensamiento, laicismo, teísmo filosófico—. En Indonesia, es bastante inusual. De hecho, solo el 0,4% de los habitantes de este país predominantemente musulmán lo expresa abiertamente.

## Percepción
El ateísmo está mal visto en Indonesia porque está en contradicción con la pancasila consagrada en la constitución del país y, más específicamente en el islam, con la Sharía. Durante el Nuevo Orden establecido por Suharto, el ateísmo, considerado cercano al comunismo por su rechazo a la religión, fue considerado enemigo del estado. En ese momento, las personas sin religión tenían que fingir tener una para garantizar su seguridad. La tolerancia religiosa en Indonesia se aplica a todas las religiones, pero no a la ausencia de religión.
Sin embargo, el ateísmo en Indonesia no está prohibido por ley. El escritor B.F. Intan escribió que el derecho natural no obliga a un individuo a seguir una religión en particular. Para él, el ateísmo es más una forma de armonía entre diferentes religiones que una forma de negar la religión.
En el pasado, los ateos han sido juzgados en Indonesia bajo la ley contra la blasfemia islámica. Cuando el presunto ateo, Alexander Aan, escribió en Facebook en febrero de 2012 que Dios no existía, fue agredido por religiosos y luego arrestado, detenido y acusado de blasfemia. La policía dijo que hizo esto para proteger a Aan de las multitudes, aunque no se presentaron cargos contra los atacantes. En última instancia, no fue juzgado por blasfemia sino por violar las leyes nacionales contra el ciberdelito. Este incidente suscitó el debate sobre la legalidad del ateísmo o sobre el hecho de que debería ser tratado como una religión por derecho propio. Aan perdió su trabajo en el servicio civil como resultado del incidente.
En 2008, Karl Karnadi fundó la asociación Indonesian Atheists.